# Christelle Montus
 (octobre 2024).
Si vous disposez d'ouvrages ou d'articles de référence ou si vous connaissez des sites web de qualité traitant du thème abordé ici, merci de compléter l'article en donnant les références utiles à sa vérifiabilité et en les liant à la section « Notes et références ».
Christelle Montus, née le 2 novembre 1973 à Genève, est une artiste contemporain et peintre, qui vit et travaille à Genève.

## Expositions personnelles
- 2012 : Laboratoire d'art contemporain, Genève
- 2010 : Nestlé Product Technology Center, Orbe, Suisse
- 2007 : Beffroi de la Mairie du 1er arrondissement, Paris
- 2007 : Banque Cantonale de Genève, Cité Bleue Universitaire, Genève
- 2007 : Andata.Ritorno, Laboratoire d'art contemporain, Genève
- 2006 : Galerie du Diorama, Genève
- 2005 : CAC Voltaire, Maison des arts du Grütli, Genève
- 2004 : Bibliothèque Municipale de la Cité, Genève
- 2003 : Théâtre du Galpon, Genève
- 2003 : L’Antidote, Genève
- 2003 : Le Libéral, Marseille
- 2003 : Usine Corot, Marseille
- 2002 : Ania Tanguy, Carouge, Genève

## Expositions collectives
- 2024 : Crac, Maison de Rousseau, Genève
- 2023 : Crac, Andata.Ritorno, Laboratoire d'art contemporain, Genève
- 2022 : Crac, Andata.Ritorno, Laboratoire d'art contemporain, Genève
- 2022 : Galerie de la Cathédrale, Fribourg
- 2021 : Crac, Andata.Ritorno, Laboratoire d'art contemporain, Genève
- 2020 : Galerie de l'Angle, Paris
- 2019 : Islip Art Museum, East Islip, New-York
- 2019 : Crac, Andata.Ritorno, Laboratoire d'art contemporain, Genève
- 2019 : De l'image aux mots, Galerie Picenni, Genève
- 2019 : Galerie Fontaine, Satigny, Genève
- 2018 : De l'image aux mots, Andata.Ritorno, Genève
- 2018 : Printemps de la Poésie, Maison de Rousseau, Genève
- 2017 : Ferme Sarasin, Grand-Saconnex, Genève
- 2017 : Crac, Andata.Ritorno, Laboratoire d'art contemporain, Genève
- 2016 : Halle Nord, Genève
- 2013 : Villa Dutoit, Petit-Saconnex, Genève
- 2011 : Musée Rath, Genève
- 2011 : The Second Avenue Firehouse Gallery, Bay Shore, NY
- 2010 : The Ontological and Fluxmuseum, Fort Worth, TX
- 2010 : Andata.Ritorno, Laboratoire d'art contemporain, Genève
- 2009 : Los Angeles Center for Digital Art, Los Angeles
- 2009 : Galerie Hors-Jeu, Genève
- 2004 : HyPegallery, Palais de Tokyo, Paris
- 2004 : Galerie Hors-Jeu, Genève
- 2003 : Galerie Espacio, Morges
- 2003 : Galerie Delafontaine, Carouge, Genève
- 2003 : Galerie d'Octobre, Carouge, Genève

## Prix et Publications
- 2019 : Big Paintings, Portaits Still lifes Landscapes, Pawika Editions
- 2018 - À l'autre bout des yeux de l'image au mot, Eliane Vernay, Voix d'Encre Editions
- 2018 - Livre d'A/R, 1981-2017, Andata/Ritorno, Laboratoire d'art contemporain
- 2003 : 1er prix du concours "5 ans d’Accrochages"